# Lepidodexia atrata
Lepidodexia atrata är en tvåvingeart som först beskrevs av Carroll William Dodge 1965.  Lepidodexia atrata ingår i släktet Lepidodexia och familjen köttflugor.
Artens utbredningsområde är Jamaica. Inga underarter finns listade i Catalogue of Life.